# Don Camillo e l'onorevole Peppone
Don Camillo e l'onorevole Peppone (francès: La Grande Bagarre de don Camillo) és una pel·lícula franco-italiana de 1955 dirigida per Carmine Gallone i basada en els personatges creats per Giovannino Guareschi. Va ser la tercera de les cinc pel·lícules amb Fernandel com el rector Don Camillo i Gino Cervi com Giuseppe 'Peppone' Bottazzi, l'alcalde comunista del poble.
Aquest film va després de Il ritorno di don Camillo i precedeix a Don Camillo monsignore... ma non troppo.

## Argument
A la petita ciutat de Brescello, continuen les escaramusses entre el rector de la parròquia Don Camillo i l'alcalde comunista Peppone Bottazzi. Desconcertat, Don Camillo s'assabenta que Peppone té la intenció de presentar-se al parlament. Decidit a frustrar les seves ambicions, el sacerdot, ignorant les recomanacions del Senyor, decideix fer una campanya contra ell.

## Repartiment
- Fernandel: Don Camillo
- Gino Cervi: Giuseppe 'Peppone' Bottazzi
- Claude Sylvain: Clotilde
- Leda Gloria: Senyora Bottazzi
- Umberto Spadaro: Bezzi
- Memmo Carotenuto: Lo Spiccio
- Saro Urzì: Brusco, el barber
- Guido Celano: el mariscal dels carabiners
- Luigi Tosi: el jutge
- Marco Tulli: Lo Smilzo
- Giovanni Onorato: Il Lungo